# Larry Kaplan
Larry Kaplan (Los Angeles, 1º gennaio 1949) è un informatico statunitense.
È noto principalmente per i videogiochi sviluppati per la console Atari 2600 e per essere uno dei fondatori della società Activision prima e Hi-Toro poi.

## Biografia

### Origini e formazione
Laureato all'Università della California - Berkeley nel 1974 come informatico trovò lavoro  presso la Control Systems Industries ove per 2 anni dove ha lavorato come programmatore di sistemi di controllo e, successivamente, ha lavorato come programmatore presso Atari, Inc., da cui è stato assunto nel 1976 rispondendo ad un annuncio di ricerca di nuovo personale.

### L'interesse per i videogiochi
L'interesse nei confronti dei videogiochi nasce in Kaplan proprio grazie ai primi titoli che la stessa Atari stava iniziando a commercializzare in quel periodo, principalmente Breakout. Presso Atari ha sviluppato giochi sia per la console Atari 2600 che per i computer Atari 400 e 800.

### La fondazione di Activision
Nel 1979 lasciò Atari, perché non accettava la politica della società che non permetteva agli sviluppatori di avere qualche tipo di credito nei videogiochi da loro scritti, ed ha fondato con altre 4 persone (tra cui altri ex-colleghi di Atari) la società Activision dedita alla produzione di videogiochi.
In questo periodo Kaplan si dedicò allo sviluppo di videogiochi dedicati all'Atari 2600; tra i quali uno dei più famosi fu Kaboom!.

### Il periodo alla Hi-Toro
Nel 1982 ha lasciato Activision per via del fatto che non aveva poteri decisionali nella società ed ha fondato la Hi-Toro con cui, insieme a Jay Miner, inizia la progettazione di un nuovo sistema per videogiochi che, in seguito diverrà, l'Amiga. Alla fine del 1982 Kaplan ha lasciato la Hi-Toro perché viene contattato da Nolan Bushnell per tornare in Atari, da cui è nuovamente uscito l'anno successivo, durante la crisi dei videogiochi del 1983.

### I progetti alla Capcom e alla 3DO
Successivamente ha lavorato per Capcom dal 1994 al 1995 e poi per 3DO. Per alcuni mesi del 1996 ha lavorato per la Pacific Data Images allo sviluppo del film d'animazione Z la formica.
Dal 2001 al 2003 è stato impiegato nuovamente presso 3DO.